# Giovani dos Santos Ramírez
Giovani dos Santos Ramírez (11 de maig del 1989, Monterrey, Mèxic) és un exfutbolista professional mexicà amb nacionalitat espanyola que jugava com a mitjapunta. És el germà gran de Jonathan dos Santos, i fill de Geraldo dos Santos.

## Biografia

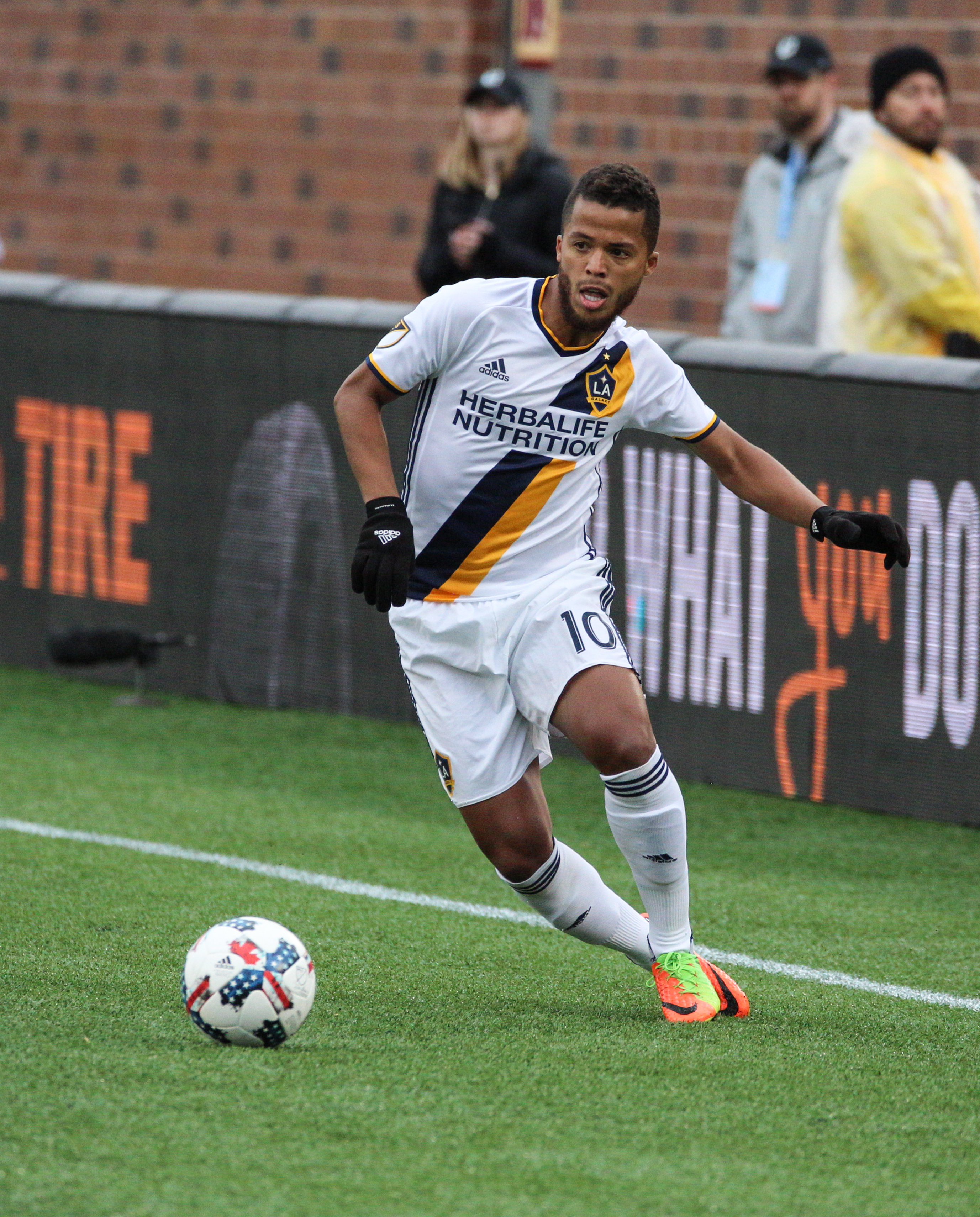
Dos Santos a LA Galaxy el 2017.

Va néixer en la ciutat de Monterrey on des de molt petit va jugar en equips amateur. Un moment crucial a la seva vida esportiva va arribar quan a l'edat de dotze anys va representar la capital regiomontana en un torneig a Europa, en el qual cercapromeses del FC Barcelona el van fitxar per formar part de les forces inferiors del club.
La seva participació en la Copa del Món de Futbol Sub-17 de 2005 celebrada a Perú va ser crucial perquè Mèxic es coronés campiona del món en derrotar el Brasil a la final per 3-0.
Ha aconseguit també sumar un altre títol al seu caseller particular, en aconseguir el títol de lliga amb el Juvenil A, en el qual va ser el màxim golejador de la lliga amb 8 punts.
La pretemporada 2006-2007 la va realitzar amb el primer equip del FC Barcelona.
El seu salt a la sub-17 va causar gran impacte a Barcelona, tal com reflecteix el noi en les seves declaracions, en les quals deixava palesa la seva prematura maduresa: "Ha sigut un boom a Barcelona que vingués jo aquí, però com he dit abans, el que es digui a Espanya o en altres llocs no m'interessa, l'única cosa en què estic pensant és en Mèxic. Només em queda treballar dia a dia, demostrar el que ets i millorant-te sempre", va comentar el jove jugador del Barcelona.
Després de jugar la temporada 2007-2008 amb el primer equip del Barça, l'estiu del 2008 va fitxar pel Tottenham Hotspur FC anglès, una petició del llavors tècnic Juande Ramos. A mitjans de la temporada 2008-09, i després que destituïssin Ramos, el seu equip el va cedir a l'Ipswich Tow de la Football League Championship fins a final de curs.
El 31 de gener de 2011 va ser cedit al Racing de Santander, convertint-se en la primera incorporació d'Ali Syed com a propietari.
El 31 d'agost de 2012 va fitxar pel Reial Mallorca.